# Macrosiphum corallorhizae
Macrosiphum corallorhizae är en insektsart som först beskrevs av Cockerell, T.D.A. 1903.  Macrosiphum corallorhizae ingår i släktet Macrosiphum och familjen långrörsbladlöss. Inga underarter finns listade i Catalogue of Life.